# Jess Kent
Jess Kent je britsko-australská zpěvačka. Narodila se v anglickém Derby jako dcera kytaristy. Od dětství sama hrála na kytaru. V jedenácti letech se s rodinou usadila v Adelaide a v osmnácti pak v Sydney. V letech 2016 a 2017 předskakovala skupině Coldplay při oceánské a asijské části turné k albu A Head Full of Dreams. Rovněž předskakovala zpěvačce Hayley Kiyoko. Své první EP s názvem My Name Is Jess Kent vydala v roce 2016.